# فرد مک‌لافرتی
فرد مک‌لافرتی (انگلیسی: Fred McLafferty; ۱۱ مهٔ ۱۹۲۳ – ۲۶ دسامبر ۲۰۲۱) شیمی‌دان اهل ایالات متحده آمریکا بود. واکنش مک‌لافرتی که در طیف‌سنجی جرمی از اهمیت بالایی برخوردار است، نخستین بار توسط وی توصیف شد.
وی همچنین برندهٔ جوایزی همچون کمک‌هزینه گوگنهایم، پرپل هارت، و نشان ستاره برنزی شده‌است.